# New Haven Eagles
I New Haven Eagles sono stati una squadra di hockey su ghiaccio dell'American Hockey League con sede nella città di New Haven, nello Stato del Connecticut. Nacquero nel 1926 come formazione della Can-Am League per confluire nel 1936 nell'American Hockey League prima di sciogliersi nel 1950. Per alcuni anni furono noti come New Haven Ramblers.

## Storia
I New Haven Eagles nacquero nel 1926 e furono una delle squadra fondatrici della Canadian-American Hockey League; nella prima stagione conquistarono il primo posto al termine della stagione regolare e giunsero fino alla finale dei playoff. Militarono nella Can-Am league per tutte e dieci le stagioni fino al 1936, quando la lega andò a confluire nella nuova International-American Hockey League. Gli Eagles continuarono a giocare fino al 1943 fino alla sospensione delle attività della squadra a causa della seconda guerra mondiale. Al termine del conflitto gli Eagles tornarono e disputarono regolarmente la stagione 1945-46.
Dal 1946 fino al 1950 la franchigia cambiò il proprio nome in New Haven Ramblers. In occasione della stagione 1950-51 fecero ritorno al nome Eagles, tuttavia la franchigia fu costretta a sciogliersi nel mese di dicembre dopo aver giocato solo 28 partite.

### Affiliazioni
Nel corso della loro storia i New Haven Eagles/Ramblers sono stati affiliati alle seguenti franchigie della National Hockey League:
- Montreal Canadiens: (1926-1927)
- Boston Bruins: (1926-1927)
- NY Americans: (1928-1933)
- Montreal Canadiens: (1936-1941)
- NY Americans: (1936-1937)
- New York Rangers: (1941-1942)

## Record stagione per stagione
| Stagione                | Division | Gare | V  | S  | P  | Punti | GF  | GS  | Piazzamento | Play-off                                                       |
| ----------------------- | -------- | ---- | -- | -- | -- | ----- | --- | --- | ----------- | -------------------------------------------------------------- |
| New Haven Eagles (CAHL) |          |      |    |    |    |       |     |     |             |                                                                |
| 1926-27                 | CAHL     | 32   | 18 | 14 | 0  | 36    | 73  | 66  | 1°          | perde finale (Springfield) 5-9                                 |
| 1927-28                 | CAHL     | 40   | 16 | 20 | 4  | 36    | 81  | 90  | 4°          |                                                                |
| 1928-29                 | CAHL     | 40   | 15 | 15 | 10 | 40    | 73  | 68  | 3°          |                                                                |
| 1929-30                 | CAHL     | 39   | 14 | 19 | 6  | 34    | 94  | 101 | 4°          |                                                                |
| 1930-31                 | CAHL     | 40   | 9  | 23 | 8  | 26    | 78  | 140 | 5°          |                                                                |
| 1931-32                 | CAHL     | 40   | 19 | 15 | 6  | 44    | 113 | 75  | 3°          |                                                                |
| 1932-33                 | CAHL     | 48   | 16 | 27 | 5  | 37    | 100 | 137 | 4°          |                                                                |
| 1933-34                 | CAHL     | 40   | 12 | 24 | 4  | 28    | 72  | 107 | 5°          |                                                                |
| 1934-35                 | CAHL     | 48   | 16 | 23 | 9  | 41    | 125 | 145 | 4°          |                                                                |
| 1935-36                 | CAHL     | 48   | 19 | 25 | 4  | 42    | 122 | 149 | 5°          |                                                                |
| New Haven Eagles        |          |      |    |    |    |       |     |     |             |                                                                |
| 1936-37                 | East     | 48   | 14 | 28 | 6  | 34    | 107 | 142 | 4°          |                                                                |
| 1937-38                 | East     | 48   | 13 | 28 | 7  | 33    | 93  | 131 | 3°          | perde 1º turno (Philadelphia) 0-2                              |
| 1938-39                 | East     | 54   | 14 | 30 | 10 | 38    | 114 | 174 | 4°          |                                                                |
| 1939-40                 | East     | 54   | 27 | 24 | 3  | 57    | 177 | 183 | 2°          | perde 1º turno (Hershey) 1-2                                   |
| 1940-41                 | East     | 56   | 27 | 21 | 8  | 62    | 179 | 153 | 2°          | perde 1º turno (Hershey) 0-2                                   |
| 1941-42                 | East     | 56   | 26 | 26 | 4  | 56    | 182 | 219 | 2°          | perde 1º turno (Hershey) 0-2                                   |
| 1942-43                 | AHL      | 32   | 9  | 18 | 5  | 23    | 85  | 116 | 8°          | stagione incompleta                                            |
| New Haven Eagles        |          |      |    |    |    |       |     |     |             |                                                                |
| 1945-46                 | East     | 62   | 14 | 38 | 10 | 38    | 199 | 263 | 4°          |                                                                |
| New Haven Ramblers      |          |      |    |    |    |       |     |     |             |                                                                |
| 1946-47                 | East     | 64   | 23 | 31 | 10 | 56    | 199 | 218 | 3°          | perde 1º turno (Pittsburgh) 1-2                                |
| 1947-48                 | East     | 68   | 31 | 30 | 7  | 69    | 254 | 242 | 2°          | vince 1º turno (Pittsburgh) 2-0 perde semifinali (Buffalo) 0-2 |
| 1948-49                 | East     | 68   | 20 | 40 | 8  | 48    | 223 | 286 | 4°          |                                                                |
| 1949-50                 | East     | 70   | 24 | 36 | 10 | 58    | 196 | 250 | 4°          |                                                                |
| New Haven Eagles        |          |      |    |    |    |       |     |     |             |                                                                |
| 1950-51                 | East     | 28   | 5  | 23 | 0  | 10    | 74  | 154 | 5°          | squadra sciolta                                                |